# Blahová
Blahová (hongrois : Rónyapuszta) est un village de Slovaquie situé dans la région de Trnava.

## Histoire
Première mention écrite du village en 1951.

## Démographie

### Évolution de la population
| Année:               | 1994. | 2004.   | 2014.   | 2024.    |
| -------------------- | ----- | ------- | ------- | -------- |
| Nombre de personnes: | 376   | 361     | 365     | 434      |
| Différence:          |       | -3,98 % | +1,10 % | +18,90 % |

| Année:               | 2023. | 2024.   |
| -------------------- | ----- | ------- |
| Nombre de personnes: | 418   | 434     |
| Différence:          |       | +3,82 % |